# МЕСИНДЖЪР
МЕСИНДЖЪР (на английски: MErcury Surface, Space ENvironment, GEochemistry and Ranging (MESSENGER)) е сонда на НАСА, изстреляна на 3 август 2004 г., за да изучава физичните характеристики на Меркурий от орбита. Особено значение се отдава на изследването на химическия състав на повърхността на планетата, геоложката история на Меркурий, природата на магнитното му поле, размерите на ядрото му и природата на екзосферата и магнитосферата на планетата.
Това е първият космически апарат пратен до Меркурий от 30 години насам. Последният е Маринър 10, който завършва мисията си през март 1975 г. МЕСИНДЖЪР ще може да картографира цялата планета, докато преди него Маринър 10 успява само 45%.
В допълнение акронимът МЕСИНДЖЪР (на български: пратеник) е избран, защото Меркурий е пратеникът на боговете в Римската митология.
Месинджър в края на април и началото на май се разбива в Мекурий.

## Пътуване до Меркурий
Ракетата-носител Делта II, с която е изведен апарата е изстреляна от ВВС Кейп Канаверъл, Флорида в 02:15:56 EDT на 3 август 2004 година. Час по-късно НАСА съобщава, че МЕСИНДЖЪР успешно се е отделил от третата степен на ракетата и е поел към Меркурий. Това пътуване налага често променяне на скоростта, защото Меркурий лежи в дълбока гравитационна вдлъбнатина. Космически апарат пътуващ към Слънцето набира голяма скорост и затова трябва да има механизъм, който да го забави. Поради факта, че Меркурий няма почти никаква атмосфера апаратът не може да я използва за да намали скоростта си, и затова трябва да използва двигатели, които да го забавят и той да влезе в орбита около планетата. За да направи пътешествието осъществимо, МЕСИНДЖЪР трябва да използва гравитационно подпомагане. Това намалява разхода на енергия, но удължава пътуването. Запазеното му гориво ще помогне за по-лесно вмъкване в еклиптична орбита около Меркурий. Освен това така апаратът ще може да направи измервания на слънчевия вятър и магнитното поле от различни разстояния от планетата.
МЕСИНДЖЪР прави прелитане близо до Земята година след изстрелването си, на 2 август 2005 г. Най-близо до нашата планета се доближава в 19:13 часът на височина 2347 км над централна Монголия. На 12 декември 2005 е изпълнена 524 секундова маневра за да се нагоди траекторията за наближаващата Венера. МЕСИНДЖЪР прави първото се прелитаме до Венера в 08:34 (UTC) на 24 октомври 2006 г. на височина 2992 km. Второ преминаване е направено в 23:08 (UTC) на 5 юни 2007 г. на височина 338 km На 17 октомври 2007 е направена втора маневра за корекция на треакторията и първо прелитане около Меркурий. МЕСИНДЖЪР преминава около планетата на 14 януари 2008 г. (най-ниска височина 200 km в 19:04:39 (UTC)) и ще направи още две прелитания на 6 октомври същата година и на 29 септември 2009 г.
При преминаването си до Земята, апаратът заснема Луната с помощта на атмосферен спектрометър. Други негови инструменти изследват земната магнитосфера.
Първоначално е определен 12 дневен прозорец за изстрелване на 11 май 2004 година, но на 26 март 2004 г. НАСА обявява, че премества изстрелването на 15 дневен прозорец започващ на 30 юли 2004 г. Промяна в траекторията ще забави достигането до Меркурий с 2 години. Първоначалния план наречен три преминавания до Венера предвижда влизане в орбита на Меркурий през 2009 г. С новата траектория има едно прелитане до Земята, две до Венера и три до Меркурий, преди космическият апарат да бъде прихванат от Меркурий на 18 март 2011 г.

## Резултати
МЕСИНДЖЪР е завършил първия си полет около планетата и е направил снимки от различни ъгли и камери, като е използвал някои сензори. Първоначалните снимки могат да бъдат видени в галерията на официалната уебстраница.